# Tethya gunni
Tethya gunni är en svampdjursart som beskrevs av Sarà 2004. Tethya gunni ingår i släktet Tethya och familjen Tethyidae.
Artens utbredningsområde är havet kring Australien. Inga underarter finns listade i Catalogue of Life.